# Sách Lê-vi
Sách Lêvi hay Lê-vi Ký là quyển sách thứ ba trong Kinh thánh Do Thái lẫn Cựu Ước, theo sau quyển Sáng thế và Xuất hành.
Sách Lêvi là cách gọi tên là bắt nguồn từ tiếng Latinh Liber Leviticus mà trước đó có nguồn gốc Hy Lạp βιβλίον το Λευιτικόν có nghĩa là "cuốn sách của các thầy Lêvi".
Về nội dung, Lêvi thực sự là phần nối tiếp của Xuất hành. Nếu Xuất hành thuật lại chi tiết việc Thiên Chúa giải phóng dân tộc Israel khỏi Ai Cập, hành trình của họ nơi sa mạc khoảng 40 năm ròng để trở thành "dân riêng" của Chúa và việc lập giao ước giữa Chúa với họ thông qua mười điều răn thì Lêvi viết tiếp rất cụ thể những lề luật Israel phải tuân giữ để cụ thể hóa việc làm "dân riêng" của Thiên Chúa. Trọng tâm của quyển sách này cũng nói về vai trò của hàng tư tế (các thầy Lêvi) trong dân tộc Israel nên người ta đã lấy tên Lêvi để đặt cho nó.
16 chương đầu tiên và chương cuối cùng của sách nói về các quy định đối với giới tư tế, chương 12 quy định việc cắt bì (cắt bao quy đầu) ở nam giới. Chương 17-26 quy định việc phụng tự, đức tính trong sạch và quan trọng, ở chương 19 có câu 18 là: "...Ngươi phải yêu đồng loại như chính mình", Chúa Giêsu sau này đã trích dẫn nó và gọi đó là "giới răn trọng nhất". Cuốn sách còn quy định nhiều chế độ ăn uống kiêng cử và hạn chế tình dục.